# Cựu binh

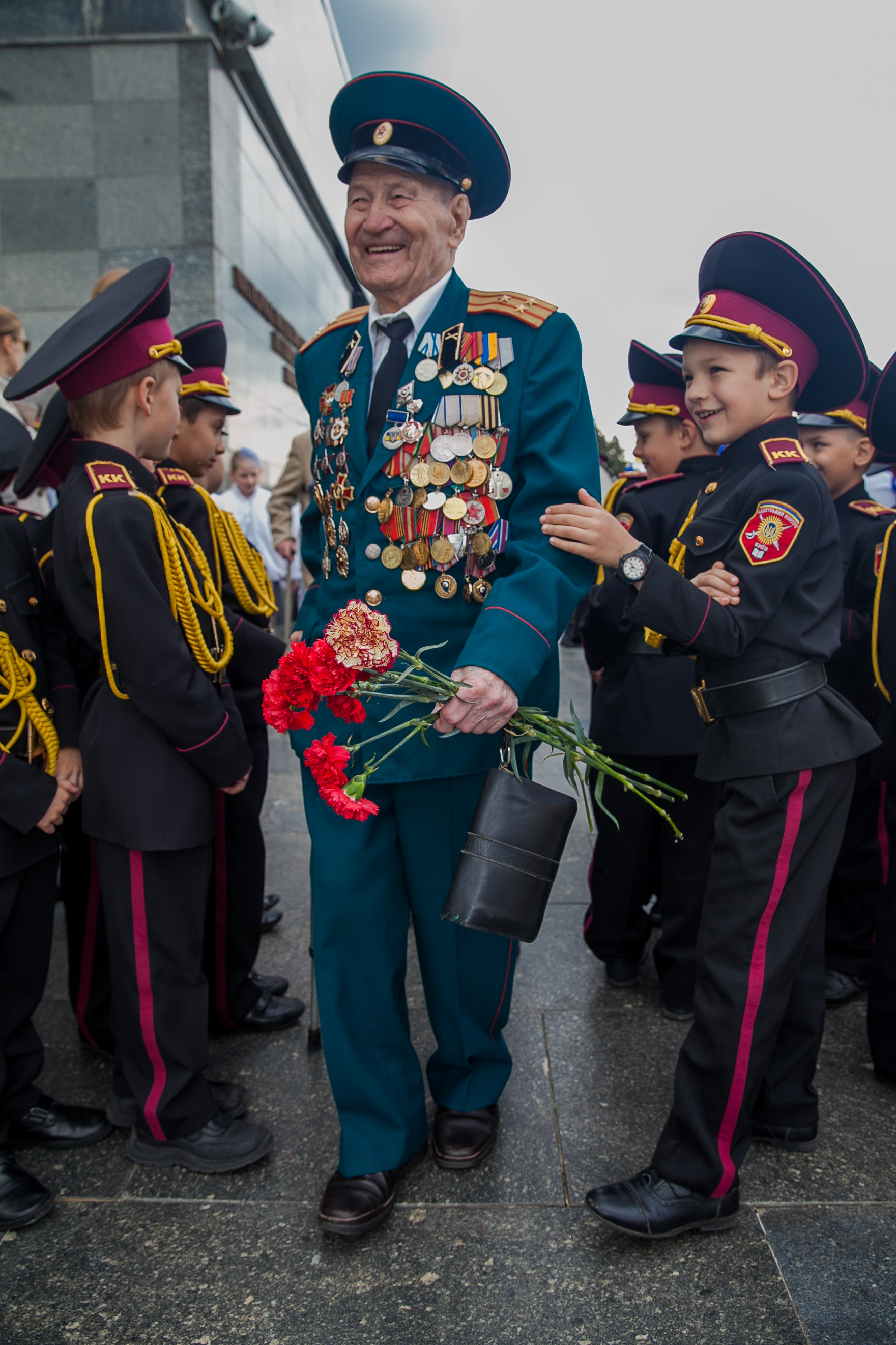
Một ông lão cựu chiến binh Xô Viết trong cuộc Chiến tranh Vệ quốc Vĩ đại

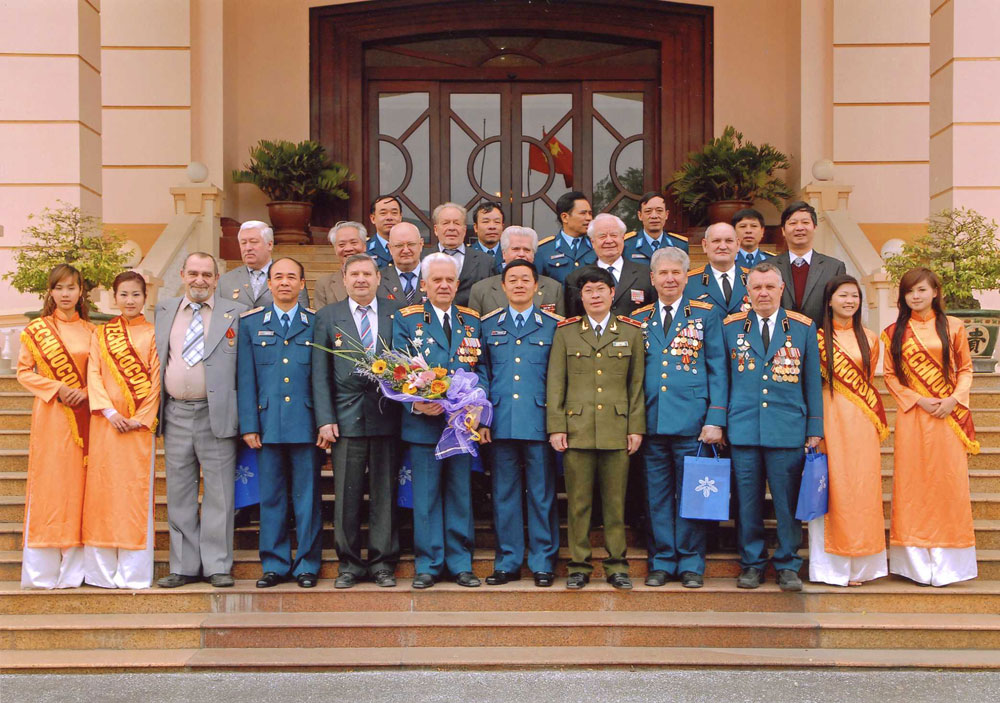
Các cựu chiến binh Liên Xô và cựu chiến binh Việt Nam đang giao lưu

Cựu binh (Veteran) hay còn gọi là Cựu quân nhân (Military veteran), ở Việt Nam gọi là Cựu chiến binh  là người có nhiều kinh nghiệm, từng trải và có chuyên môn (và thường là người thành thạo và được kính trọng) trong một nghề nghiệp hoặc lĩnh vực cụ thể nhưng nay không còn đảm nhiệm các công việc đó nữa. Một cựu quân nhân là người không còn phục vụ trong quân đội. Một chủ đề được các nhà nghiên cứu quan tâm là sức khỏe của quân nhân sau khi rời quân ngũ, đặc biệt là những người từng phục vụ trong các khu vực chiến trận. Mối quan tâm này xuất phát từ các cựu binh ở một số quốc gia như Hoa Kỳ và Úc, những người từng tham chiến đã bị biểu hiện quá mức về các rối loạn tâm lý và lạm dụng chất gây nghiện so với toàn dân số, đặc biệt là hậu chấn tâm lý về những ám ảnh giết chóc phi nghĩa trong cuộc chiến tranh Việt Nam mà còn được biết đến là hội chứng Việt Nam. Tại Úc, Bộ Cựu chiến binh cung cấp dịch vụ chủ động để giải quyết các vấn đề chăm sóc sức khỏe về thực tế trong cộng đồng cựu chiến binh. 
Cựu chiến binh thường được đối xử đặc biệt, họ được đối xử rất tôn trọng và kính nể, mặc dù có thể có những cảm xúc tiêu cực đối với cựu chiến binh nhất định khi những cựu chiến binh tham gia vào các cuộc xung đột phi nghĩa hoặc thất bại thì họ có thể bị phân biệt đối xử. Ở một số quốc gia (như Đức sau năm 1945), cựu chiến binh không được công chúng tôn vinh theo bất kỳ cách đặc biệt nào, cũng không có Ngày cựu chiến binh dành riêng cho họ. Cách các cựu chiến binh được miêu tả trên phương tiện truyền thông có thể góp phần vào thái độ của công chúng. Nhiều quốc gia đều có ngày lễ như Ngày Cựu chiến binh để vinh danh các cựu chiến binh, cùng với Đài tưởng niệm chiến tranh. Tại Pháp, những người bị thương trong chiến tranh được ưu tiên ngồi trên bất kỳ ghế nào trên phương tiện công cộng. Ở Nga, một truyền thống đã được hình thành sau Thế chiến II, theo đó các cặp đôi mới cưới sẽ đến thăm một nghĩa trang quân đội vào ngày cưới của họ. Ở Việt Nam, những cựu chiến binh là thành phần được xã hội kính trọng và biết ơn vì phẩm chất "Bộ đội Cụ Hồ" và sự hi sinh xương máu, thanh xuân trong các cuộc chiến tranh giành độc lập, bảo vệ tổ quốc, họ vẫn sinh hoạt trong hàng ngũ của Hội Cựu chiến binh Việt Nam và Ngày thương binh liệt sĩ (27 tháng 7) là dịp để tri ân, tưởng nhớ đến các cựu chiến binh.